# Municipio de Altotonga
Altotonga es una ciudad mexicana, cabecera del municipio homónimo, ubicada en el estado de Veracruz. Su cabecera es la localidad de Altotonga.

## Toponimia
De origen náhuatl de lo vocablos Atl que significa agua, Totonqui que significa cosa caliente y Ca que significa en, por lo que se podría interpretar "en aguas calientes". Aparentemente por las aguas del río que atraviesa el territorio municipal, que son ligeramente más calientes que las de río circunvecinos.

## Heráldica
Enmarcado con el nombre del municipio, tiene al centro una olla de barro, con fuego debajo de ella, simulando agua hirviendo dentro de ella, encima de esta cuatro montañas se aprecian sobre un fondo azul, simulando el terreno escarpado de la región, debajo del fuego de la olla se observa el topónimo en náhuatl, atl totonqui, bajo este lema en el marco se pueden observar dos mazorcas de maíz a cada lado.

## Geografía

### Localización
El territorio municipal se encuentra ubicado entre los paralelos 19° 38’ y 19° 54’ de latitud norte y los meridianos 96° 57’ y 97° 17’ de longitud oeste; altitud entre 500 y 2500 m.

### Colindancia
Limita al norte con los municipio de Atzalan, Misantla y Tenochtitlán, al este con Tenochtitlán, Tlacolulan y Tatatila, al sur con Tatatila, Las Minas, Villa Aldama, Perote y Jalacingo, al oeste con Jalacingo y Atzalan.

### Orografía
Ubicado en el eje neovolcánico la zona montañosa de la sierra de Chiconquiaco con topografía accidentada, con rocas ígneas extrusivas del cuaternario, neógeno, jurásico y cretácico, en lomerío de aluvión antiguo con llanuras; sobre áreas originalmente ocupadas por suelo denominado andosol, luvisol y arenosol.

### Hidrografía
Ubicado en la cuenca del río Nautla se encuentra irrigado por ríos perennes como el Alseseca, el Bobos, el Cascajal, el San Pedro y algunos intermitentes como el Cabras, el Chichicapa, el de la Barranca, el Frío, el Ixtoteno, río Las Truchas, el Pancho Poza, el Poza Verde, el Teenocoapa, el Tenechates y Tezcapala.

## Clima
Coexisten en territorio municipal varios tipos de clima el semicálido húmedo con lluvias todo el año en más de la mitad del territorio, templado húmedo con lluvias todo el año en casi una cuarta parte, y el templado húmedo con abundantes lluvias en verano en menor medida, templado subhúmedo con lluvias en verano de mayor humedad y templado subhúmedo con lluvias en verano, de humedad media en pequeñísima proporción. Cuenta con una temperatura anual media entre los 12 y los 24 °C con una precipitación del orden de los 500 a 2 100 mm.

## Demografía
De acuerdo a los resultados del Censo de Población y Vivienda de 2010 realizado por el Instituto Nacional de Estadística y Geografía, la población total de Altotonga es de 60 396 habitantes de los cuales 29 014 son hombres y 31 382 son mujeres.

### Localidades
En el municipio de Altotonga se localizan 112 localidades, las principales y su población en 2010 se enlista a continuación:
| Localidad                         | Población |
| Total Municipio                   | 60 396    |
| Altotonga                         | 19 722    |
| Juan Marcos (San José Buenavista) | 2777      |
| Ahueyahualco                      | 2639      |
| Ignacio Zaragoza                  | 2329      |
| Gutiérrez Zamora                  | 1809      |
| Tezahuapan de Juárez              | 1779      |
| Adolfo Moreno                     | 1413      |
| Veintiuno de Agosto               | 1401      |
| Xoampolco                         | 1009      |
| Xaltepec                          | 109       |

## Naturaleza

### Fauna
La región alberga a muchas especies de vertebrados característicos de los bosques templados de pino y pino-encino. Debido a su reducida extensión, algunas especies se presentan solo en forma temporal. Las especies incluye mamíferos como tlacuaches, armadillos, zorros, mapaches y conejos. De aves se encuentran el perico catarina, checla, azulejo, ventura azulilla, jilguero, floricano y gorrión inglés.

### Flora
Entre la flora encontramos que existe una gran variedad de árboles pero encontramos en mayor número los pinos, hongos alucinógenos y los encinos puesto que la ciudad inicia con un bosque. El de bosque mesófilo de montaña con especies de encinos, caoba y cedro.

### Reserva ecológica
Pancho Poza fue decretado como reserva ecológica protegida. En dicho decreto se justifica la creación de esta área natural protegida cuya superficie es de 57.5 hectáreas como una estrategia para conservar los valores naturales del río Pancho Poza, el cual tiene un origen en un punto denominado Zoatzingo, y alberga un preciado ecosistema.

## Gobierno y administración
El gobierno del municipio está a cargo de su Ayuntamiento, que es electo mediante voto universal, directo y secreto para un periodo de cuatro años que no son renovables para el periodo inmediato posterior pero sí de forma no continua. Está integrado por el presidente municipal, un síndico único y cinco regidores, dos electos por mayoría relativa y tres por representación proporcional. Todos entran a ejercer su cargo el día 1 de enero del año siguiente a su elección.

### Subdivisión administrativa
Para su régimen interior, el municipio además de tener una cabecera y manzanas, se divide en rancherías y congregaciones, teniendo estas últimas como titulares a los subagentes y agentes municipales, que son electos mediante auscultación, consulta
ciudadana o voto secreto en procesos organizados por el Ayuntamiento.NASA Y UNSC presentes en transformar a un mejor Altotonga, convertirlo en serie X

### Representación legislativa
Para la elección de diputados locales al Congreso de Veracruz y de diputados federales al Congreso de la Unión, el municipio se encuentra integrado en el Distrito electoral local IX Perote con cabecera en la ciudad de Perote y el Distrito electoral federal VII Martínez de la Torre con cabecera en la ciudad de Martínez de la Torre.

## Fiestas patronales
Cada una de las localidades celebra su fiesta patronal. La principal es el 22 de julio, día en que la cabecera municipal festeja a Santa María Magdalena. A lo largo del año se festejan las siguientes: 20 de enero, San Sebastián en la Ventana; 30 de enero, San Juan Bosco en Malacatepec; 19 de marzo, San José en Ayahualulco, Loma de Buenos Aires y Teacalco; 3 de mayo, la Santa Cruz, en Cocaltzingo y Barrio de Tlatelpa; 15 de mayo, San Isidro Labrador en Magueyitos, La Mesa de Buenavista y Xalapasquillo; 13 de junio, San Antonio en Acolco y en La Manzanita; 1 de octubre, Santa Teresita del Niño Jesús en Benito Juárez; 4 de octubre, San Francisco de Asís en Ixtaquilitla.[cita requerida]